# Line (Comic)
Line ist eine frankobelgische Comicserie.

## Handlung
Line ist die Tochter eines renommierten Chirurgen. Als aufmerksame Jugendliche hilft sie den Menschen, wo sie nur kann. Ihr Mut und ihre Neugier bringen sie jedoch regelmäßig in gefährliche Situationen, was ihrer Tante überhaupt nicht behagt. Mit Boucanier, einem Biologen, kann sie mehrere Kriminalfälle lösen.

## Hintergrund
Die erste Geschichte schrieb Nicolas Goujon 1956 für das gleichnamige Mädchenmagazin Line. Die Zeichnungen stammten von Françoise Bertier. André Gaudelette wurde 1957 neuer Zeichner, der eine Idee von Charles Nugue umsetzte. Die Autorenschaft und die Zeichnungen gingen 1960 an Rol. Eine Erneuerung erfolgte 1963 mit Texter Greg und Zeichner Paul Cuvelier. Die Serie erschien zwischen 1956 und 1963 in Line und wurde nach dessen Einstellung von 1963 bis 1972 in der belgischen und von 1964 bis 1972 in der französischen Ausgabe von Tintin weitergeführt. In der Albenausgabe von Le Lombard, die 1966 begann, fehlte mit La maison du mystère die erste Episode von Greg und Paul Cuvelier, die Bédéscope 1979 nachlieferte. Mit Line et les timbres volants wurde 2003 die einzige Geschichte aus der Zeit vor 1963 in Albenform veröffentlicht.

## Geschichten
- Le Secret des soleils (1956–1957)
- Les Timbres volants (1957–1958)
- Cap sur le Pacifique (1959–?)
- La Maison du mystère (1963)
- Le Piège au diable (1963–1964)
- Le Secret du boucanier (1964)
- Les Requins de Korador (1965)
- La Caravane de la colère (1971–1972)